# Smithfield Foods
Smithfield Foods är en amerikansk global fläskköttsproducent som rankas som världens största inom sin bransch med en omsättning på omkring $14,4 miljarder för år 2015, och har en amerikansk marknadsandel på omkring 25%. De har verksamheter i 26 amerikanska delstater, Mexiko och tio europeiska länder. Smithfield föder upp omkring 15 miljoner grisar, slaktar omkring 27 miljoner grisar och förädlar 2,7 miljoner ton fläskkött årligen.
De är ett dotterbolag till den kinesiska globala köttproducenten Shuanghui Group, som köpte Smithfield 2013 för totalt $7,1 miljarder. Det var det största kinesiska övertagandet av ett amerikanskt företag någonsin, det resulterade att ett antal amerikanska myndigheter inom nationell säkerhet, konkurrens och utländska investeringar var tvungna att ge sitt godkännande innan affären kunde slutföras.